# Fahd el Ghalmi Toughrai
Fahd El Ghalmi Toughrai (en árabe, جواد الياميق; Badajoz, 11 de octubre de 1996), conocido como Ivanno, es un futbolista español que juega en la demarcación de defensa para el Raja Casablanca de la Primera División marroquí.

## Trayectoria
Jugó en su país de origen en el filial del Olympique Khouribga antes de dar el salto al Raja Casablanca  de la mano de Rachid Taoussi en 2015.
Jugó la segunda parte de la temporada 2015-16 cedido por el club Juribgui de la GNF 1 (Groupement National de Football) , disputando un total de 7 de partidos.
El 24 de septiembre de 2016 se convirtió en jugador del Raja Casablanca de la Primera División marroquí. por dos temporadas, tras el acuerdo al que se llegó con el club, que recibiría una cantidad cercana al medio millón de euros.

## Clubes
| Club                        | País      | Año       | Partidos | Goles |
| --------------------------- | --------- | --------- | -------- | ----- |
| Olympique Khouribga Espoirs | Marruecos | 2013-2014 | 19       | 34    |
| Olympique Khouribga         | Marruecos | 2014-2015 | 7        | 2     |
| Raja Casablanca             | Marruecos | 2015-     | 4        | 1     |

## Palmarés

### Campeonatos nacionales
| Título         | Club                | País      | Año  |
| -------------- | ------------------- | --------- | ---- |
| Copa del Trono | Olympique Khouribga | Marruecos | 2015 |
| Copa del Trono | Raja Casablanca     | Marruecos | 2017 |